# Melanodolius giganteus
Melanodolius giganteus là một loài tò vò trong họ Ichneumonidae.